# Кашина Варака (Алесандрија)
Кашина Варака је насеље у Италији у округу Алесандрија, региону Пијемонт.
Према процени из 2011. у насељу је живело 25 становника. Насеље се налази на надморској висини од 148 м.